# Montéléger
Montéléger é uma comuna francesa na região administrativa de Auvérnia-Ródano-Alpes, no departamento de Drôme. Estende-se por uma área de 9,45 km². Em 2010 a comuna tinha 1 946 habitantes (densidade: 205,9 hab./km²).